# El Oro, Durango
El Oro là một đô thị thuộc bang Durango, México. Năm 2005, dân số của đô thị này là 10501 người.